# Garwin (Iowa)
Garwin ist eine Kleinstadt (mit dem Status „City“) im Tama County im US-amerikanischen Bundesstaat Iowa. Bei der Volkszählung im Jahr 2010 hatte Garwin 527 Einwohner, deren Zahl sich bis 2013 auf 518 verringerte. Das U.S. Census Bureau hat bei der Volkszählung 2020 eine Einwohnerzahl von 481 ermittelt.

## Geografie
Garwin liegt im mittleren Osten Iowas am Deer Creek, der über den Iowa River zum Stromsystem des Mississippi gehört. Dieser bildet rund 210 km östlich die Grenze zu Illinois. Die Grenze Iowas zu Minnesota verläuft rund 165 km nördlich; die Nordgrenze Missouris befindet sich rund 185 km südlich.
Die geografischen Koordinaten von Garwin sind 42°05′37″ nördlicher Breite und 92°40′33″ westlicher Länge. Die Stadt erstreckt sich über eine Fläche von 2,62 km² und ist die größte Ortschaft innerhalb der Carlton Township.
Meskwaki Settlement, das Siedlungsgebiet des offiziell von der US-Regierung anerkannten Sac and Fox Tribe of the Mississippi in Iowa, eines Teils der Sauk und der Fox, beginnt 10 km südlich der Stadt. Weitere Nachbarorte von Garwin sind Lincoln (20 km nördlich), Traer (28 km nordöstlich), Clutier (25,5 km östlich), Toledo (18,4 km südöstlich), Tama (22,5 km südsüdöstlich), Montour (17,8 km südsüdwestlich), Le Grand (17,6 km südwestlich), Marshalltown (23,8 km westsüdwestlich), Beaman (26,5 km nordwestlich) und Gladbrook (13,5 km nordnordwestlich).
Die nächstgelegenen größeren Städte sind Rochester in Minnesota (247 km nördlich), Waterloo (65,7 km nordöstlich), Dubuque an der Schnittstelle der Staaten Iowa, Wisconsin und Illinois (208 km ostnordöstlich), Wisconsins Hauptstadt Madison (354 km in der gleichen Richtung), Rockford in Illinois (355 km östlich), Chicago in Illinois (456 km in der gleichen Richtung), Cedar Rapids (98,7 km ostsüdöstlich), die Quad Cities in Iowa und Illinois (220 km in der gleichen Richtung), Iowas frühere Hauptstadt Iowa City (131 km südöstlich), Columbia in Missouri (411 km südlich), Kansas City in Missouri (418 km südsüdwestlich), Iowas Hauptstadt Des Moines (111 km südwestlich), Nebraskas größte Stadt Omaha (333 km westsüdwestlich), Sioux City (346 km westnordwestlich) und die Twin Cities (Minneapolis und St. Paul) in Minnesota (359 km nordnordwestlich).

## Verkehr
Der in West-Ost-Richtung verlaufende Iowa Highway 229 verläuft als Hauptstraße durch Garwin und erreicht hier seinen westlichen Endpunkt. Alle weiteren Straßen sind untergeordnete Landstraßen, teils unbefestigte Fahrwege sowie innerörtliche Verbindungsstraßen.
Mit dem Marshalltown Municipal Airport befindet sich 22 km westlich ein kleiner Flugplatz für die Allgemeine Luftfahrt und den Lufttaxiverkehr. Die nächsten Verkehrsflughäfen sind der Waterloo Regional Airport (71 km nordnordöstlich), der Eastern Iowa Airport von Cedar Rapids (101 km ostsüdöstlich) und der Des Moines International Airport (120 km südwestlich).

## Bevölkerung
Nach der Volkszählung im Jahr 2010 lebten in Garwin 527 Menschen in 216 Haushalten. Die Bevölkerungsdichte betrug 201,1 Einwohner pro Quadratkilometer. In den 216 Haushalten lebten statistisch je 2,44 Personen.
Ethnisch betrachtet setzte sich die Bevölkerung zusammen aus 96,2 Prozent Weißen, 0,6 Prozent amerikanischen Ureinwohnern sowie 1,3 Prozent aus anderen ethnischen Gruppen; 1,9 Prozent stammten von zwei oder mehr Ethnien ab. Unabhängig von der ethnischen Zugehörigkeit waren 3,6 Prozent der Bevölkerung spanischer oder lateinamerikanischer Abstammung.
27,5 Prozent der Bevölkerung waren unter 18 Jahre alt, 55,8 Prozent waren zwischen 18 und 64 und 16,7 Prozent waren 65 Jahre oder älter. 47,8 Prozent der Bevölkerung waren weiblich.
Das mittlere jährliche Einkommen eines Haushalts lag bei 52.500 USD. Das Pro-Kopf-Einkommen betrug 18.855 USD. 4,4 Prozent der Einwohner lebten unterhalb der Armutsgrenze.